# Classificação de Bautz–Morgan
A classificação de Bautz-Morgan foi desenvolvida em 1970 por Laura P. Bautz e William Wilson Morgan para categorizar os aglomerados de galáxias com base em sua morfologia. Ela define três tipos principais: I, II e III. Tipos intermediários (I-II, II-III) também são permitidos. Um tipo IV foi inicialmente proposto mas depois acabou sendo descartado antes da publicação do trabalho final.

## Classificação
- Um aglomerado tipo I é dominado por uma galáxia tipo cD supermassiva, brilhante e grande; por exemplo Abell 2029 e Abell 2199.
- Um aglomerado tipo II contém galáxias elípticas das quais o brilho, em relação ao aglomerado, é intermediário ao do tipo I e tipo III. O Aglomerado de Coma é um exemplo do tipo II.
- Um aglomerado tipo III não possui membros notáveis, tendo como exemplo o Aglomerado de Virgem. O tipo III tem duas subdivisões, tipo IIIE e tipo IIIS:
  - Aglomerados tipo IIIE não contêm muitas espirais gigantes.
  - Aglomerados Tipo IIIS contêm muitas espirais gigantes.
- O preterido tipo IV seria usado para aglomerados cujos membros mais brilhantes fossem predominantemente espirais.[2]

## Exemplos
|  | Exemplo              | Tipo        | Notas |
|  | -------------------- | ----------- | ----- |
|  | Abell 2199           | Tipo I      |       |
|  | Abell S740           | Tipo I-II   |       |
|  | Aglomerado de Coma   | Tipo II     |       |
|  | Abell 1689           | Tipo II-III |       |
|  | Aglomerado de Virgem | Tipo III    |       |
|  |                      | Tipo IIIS   |       |
|  |                      | Tipo IIIE   |       |